# 長橋芙美子
長橋 芙美子（ながはし ふみこ、1929年11月13日 - 2005年2月20日）は、日本のドイツ文学者である。大阪市立大学名誉教授、日本民主主義文学同盟員、日本ドイツ文学会会員。

## 人物・来歴
大阪市に生まれる。
1952年（昭和27年）京都大学文学部独文科を卒業する。奈良女子大学講師、同志社大学法学部助教授、大阪市立大学助教授を経て教授、1992年定年退官して名誉教授、立命館大学教授。2000年退職した。
2005年心不全のため大阪府堺市の病院で死去した。満75歳没。

## 著書

### 単著
- 『言葉の力で ドイツの反ファシズム作家たち』新日本出版社、1982年1月
- 『アルノルト・ツヴァイク 戦争と作家』近代文芸社、1995年

共著
- 山口知三・平田達治・鎌田道生共著『ナチス通りの出版社 ドイツの出版人と作家たち 1886-1950』人文書院、1989年

### 翻訳
- 『世界文学全集 94 ゼーガス・A.ツヴァイク・ブレヒト』、講談社、1976年
  - ゼーガス『死んだ少女たちの遠足』『サボタージュの仲間』『盗賊ヴォイノクのもっとも美しい伝説』『帰国』
  - ツヴァイク『西欧伝説』『大食漢』『幻想交響曲』

## 論文
- 長橋芙美子